# Krośnice Mazowieckie
Krośnice Mazowieckie – przystanek kolejowy w Krośnicach, w województwie mazowieckim, w Polsce. Eksploatowany od 1 stycznia 1985 roku; ruch pasażerski i towarowy, przystanek tylko osobowy.

## Ruch pasażerski[1]
| Rok  | Wymiana pasażerska na dobę |
| ---- | -------------------------- |
| 2017 | 20-49                      |
| 2018 | 20-49                      |
| 2019 | 20-49                      |
| 2020 | 20-49                      |
| 2021 | 20-49                      |
| 2022 | 50-99                      |
| 2023 | 50-99                      |